# Миршаймер, Джон
Джон Джозеф Мирша́ймер (англ. John Joseph Mearsheimer; род. 14 декабря 1947, Бруклин, Нью-Йорк) — американский политолог, профессор Чикагского университета, специалист по международным отношениям, автор теории наступательного реализма и исследования о влиянии израильского лобби в США на внешнюю политику страны.

## Биография
Джон Миршаймер родился в декабре 1947 года в Нью-Йорке, в Бруклине.
Когда ему было 8, семья переехала вверх по реке Гудзон в соседний городок Кротон-на-Гудзоне (Croton-on-Hudson).
В 17 лет завербовался в армию США. После года службы рядовым в 1966 году получил назначение в Вест-Пойнт. 4 года отучился, получил степень бакалавра и произведён в младшие лейтенанты (1970). Отслужил обязательные после Вест-Пойнта 5 лет офицером ВВС.
Одновременно с прохождением службы учился в Университете Южной Калифорнии. В 1974 году получил степень магистра и позже степень доктора философии в Корнеллском университете. В течение нескольких лет работал исследователем в Институте Брукингса в Вашингтоне и в Гарвардском университете, где специализировался на международных отношениях.
С 1982 года Миршаймер стал профессором политологии  в Университете Чикаго, где он был деканом факультета между 1989 и 1992 годами.
Он также является автором ряда работ по теории международных отношений, в частности неореализма, которую определяет как попытку государства получить гегемонию на мировой арене.
Член Американской академии искусств и наук (2003). Почётный профессор Китайского народного университета (2012), Пекинского университета международных исследований (2012).
В 1998—1999 году был стипендиатом от Whitney Shepardson в «Совете по международным отношениям».

## Труды
Джон Миршаймер считается основоположником теории наступательного реализма (англ. Offensive Realism), которая утверждает, что государства редко удовлетворяются уровнем влияния на мировой арене и всегда пытаются получить преимущество перед другими для достижения полной безопасности. В другой теории «обычного сдерживания» (англ. conventional deterrence) он утверждал, что уровень безопасности государства зависит от того, насколько оно способно убедить потенциальных противников в своей силе.
В своей работе 1993 года касательно ядерного статуса Украины он, в частности, утверждал, что ядерный арсенал Украины и Германии мог бы гарантировать более стабильный мир на Земле, поскольку был бы фактором сдерживания в Европе. Решение Украины отказаться от своего ядерного арсенала было, по мнению профессора Миршаймера, ошибкой, так как увеличивало вероятность агрессии со стороны России.
В сентябре 2014 года журнал Foreign Affairs опубликовал статью профессора Миршаймера «Почему украинский кризис — вина Запада. Либеральные иллюзии, спровоцировавшие Путина». В статье содержалась резкая критика американской политики в отношении России после окончания холодной войны. Профессор Миршаймер утверждал, что главная вина за украинский кризис лежит на странах Запада, а вмешательство России в Крым и на Украине было спровоцировано безответственными стратегическими целями НАТО в Восточной Европе. Он сравнил поведение НАТО с гипотетическим сценарием создания китайского военного союза в Северной Америке: «Представьте себе возмущение Америки, если бы Китай создал внушительный военный альянс и попытался включить [в этот альянс] Канаду и Мексику». Миршаймер утверждал, в частности, что аннексия Крыма Россией была вызвана опасениями потерять военно-морскую базу в Севастополе, что становилось возможным в случае, если Украина продолжит двигаться в направлении НАТО и европейской интеграции. Профессор Миршаймер пришёл к выводу, что политика США должна сместиться в сторону признания Украины в качестве буферного государства между НАТО и Россией, а не пытаться включить Украину в НАТО.
Комментируя войну на Украине 2022 в году, Миршаймер возложил ответственность на США и страны Евросоюза, назвав точкой отсчёта саммит в Бухаресте 2008 года — расширение НАТО и ЕС на восток (с превращением Украины в проамериканскую либеральную демократию), с точки зрения России, было экзистенциальной угрозой: «Никто всерьёз не думал, что Россия представляет угрозу до 22 февраля 2014 г. <…> Разразился серьёзный кризис, и нам пришлось возложить вину на других, и, конечно, мы никогда не собирались винить самих себя. Мы собирались обвинить русских. Поэтому мы придумали эту историю о том, что Россия была склонна к агрессии в Восточной Европе». Политику США по созданию либеральных демократий по всему миру («доктрина Буша») Миршаймер расценил как «провальную».
Миршаймер также выступал с острой критикой войны США в Ираке и плана урегулирования в бывшей Югославии. Его самой известной работой в соавторстве с Стивеном Уолтом стало исследование «Израильское лобби и внешняя политика США», в котором авторы утверждали, что слишком влиятельное израильское лобби в США направляет внешнюю политику страны не в интересах Америки.